# 阿朱馬尼區
阿朱馬尼區是非洲中部國家烏干達的111個區之一，由北部區負責管轄，首府是阿朱馬尼，距離阿魯阿約125公里，主要的經濟產業是農業，2009年人口估計為309,000。

## 外部連結
- About Adjumani District
- Overview of Adjumani District （页面存档备份，存于）
- "Invisibly Displaced Persons in Adjumani District" （页面存档备份，存于）, Refugee Law Projec, Working Paper 19, September 2006.

3°23′N 31°46′E / 3.383°N 31.767°E